# PCMag
PC Magazine (abreujat com PCMag) és una revista informàtica nord-americana publicada per Ziff Davis. Es va publicar una edició impresa del 1982 al gener del 2009. La publicació de les edicions en línia va començar a finals de 1994 i continua a 2024.

## Visió general
PC Magazine ofereix ressenyes i visualitzacions prèvies de l'últim maquinari i programari per al professional de la tecnologia de la informació. Altres departaments habituals inclouen columnes de l'editor en cap de llarga data Michael J. Miller ("Forward Thinking"), Bill Machrone i Jim Louderback, així com:
- "First Looks" (una col·lecció de ressenyes de productes recentment llançats)
- "Pipeline" (una col·lecció d'articles breus i fragments sobre desenvolupaments de la indústria informàtica)
- "Solucions" (que inclou diversos articles informatius)
- "Usuari a usuari" (una secció en què els experts de la revista responen a les preguntes enviades pels usuaris)
- "After Hours" (una secció sobre diversos productes d'entreteniment informàtic; la designació "After Hours" és un llegat de l'orientació tradicional de la revista cap a la informàtica empresarial).
- " Abort, Retry, Fail? " (una pàgina d'humor de l'inici de la revista que durant uns anys va ser coneguda com "Backspace" i, posteriorment, va ser l'última pàgina).

Durant diversos anys a la dècada de 1980, PC Magazine va donar una cobertura important a la programació per a IBM PC i compatibles en llenguatges com Turbo Pascal, BASIC, Assembly i C. Charles Petzold va ser un dels escriptors notables sobre temes de programació.
L'editor Bill Machrone va escriure el 1985 que si un article no avalua els productes ni millora la productivitat, "és probable que no pertanyi a PC Magazine ".

## Història
En una primera revisió del nou PC IBM, Byte va informar que PC: The Independent Guide to the IBM Personal Computer "hauria de ser de gran interès per als propietaris". El primer número de PC, de febrer-març de 1982, va aparèixer a principis d'aquell any. (La paraula Magazine es va afegir al nom amb el tercer número el juny de 1982, però no es va afegir al logotip fins al gener de 1986.)
La revista PC va ser creada per David Bunnell, Jim Edlin i Cheryl Woodard (que també va ajudar a Bunnell a fundar les posteriors revistes PC World i Macworld). David Bunnell, Edward Currie i Tony Gold van ser els cofundadors de les revistes. Bunnell i Currie van crear el pla de negocis de la revista a Lifeboat Associates a Nova York que incloïa, a més de la revista PC, plans explícits per a la publicació de PC Tech, PC Week i PC Expositions (PC Expo), tots els quals es van realitzar posteriorment. Tony Gold, cofundador de Lifeboat Associates, va finançar la revista en les primeres etapes. La revista va créixer més enllà del capital necessari per publicar-la; per resoldre aquest problema, Gold va vendre la revista a Ziff-Davis, traslladant-se de Califòrnia a Nova York. El febrer de 1983 va ser publicat per PC Communications Corp., una filial de Ziff-Davis Publishing Co., Bunnell i el seu personal van marxar per formar la revista PC World. El primer número de PC va incloure una entrevista amb Bill Gates, possible gràcies a la seva amistat amb David Bunnell, que va ser un dels primers periodistes i escriptors a interessar-se per la informàtica personal.